# 戦災
戦災（せんさい）とは、戦争、戦乱等によって受けた災害。非戦闘員あるいは非軍事的施設が被害を受けることを災害の一種として捉えた呼び方。国民保護法における武力攻撃災害に相当する。
日本において単に「戦災」と言う場合、太平洋戦争による被害を一般にさす事が多い。

## 日本

### 太平洋戦争

#### 概要
日本の本土が戦災に遭ったのは末期のことであり、アメリカの爆撃機による空襲、爆撃、機銃掃射などが行われた。沖縄県では地上戦が行われ、また、原子爆弾が広島市と長崎市に投下された。これらの戦災で、日本では50万人以上が死亡した。
- 空襲（戦略爆撃）
  - 東京大空襲（1945年3月10日、4月13日、4月15日、5月24日、5月25日 ほか）
  - 名古屋大空襲（1945年3月12日、3月19日、5月14日 ほか）
  - 大阪大空襲（1945年3月13日、6月1日、6月7日 ほか）
  - 神戸大空襲（1945年3月17日、6月5日 ほか）
  - 横浜大空襲（1945年5月29日 ほか）
- 地上戦
  - 沖縄戦
  - 樺太の戦い
- 原爆被害
  - 広島市への原子爆弾投下（1945年8月6日）
  - 長崎市への原子爆弾投下（1945年8月9日）
- 日本本土への艦砲射撃
- 民間船舶の被害
  - 青函連絡船空襲
  - 対馬丸事件
  - 阿波丸事件
- 鉄道車両への機銃掃射
  - 湯の花トンネル列車銃撃事件
  - 大山口列車空襲
  - 筑紫駅列車空襲事件など

#### その他の被害
- 旧国宝建築物の被害
  - 増上寺徳川家霊廟 - 昭和20年（1945年）5月、戦災により焼失
  - 名古屋城天守および本丸御殿 - 昭和20年5月14日、戦災により焼失
  - 岡山城天守 - 昭和20年6月29日、戦災により焼失
  - 和歌山城天守 - 昭和20年7月9日、戦災により焼失
  - 仙台城大手門・隅櫓 - 昭和20年7月10日、戦災により焼失
  - 宇和島城大手門（追手門）- 昭和20年7月12日、戦災により焼失
  - 大垣城天守 - 昭和20年7月29日、戦災により焼失
  - 広島城天守 - 昭和20年8月6日、原爆投下により破壊
  - 福山城天守 - 昭和20年8月8日、戦災により焼失
  - 首里城正殿（沖縄神社拝殿） - 昭和20年、沖縄戦により破壊

なお、1948年1月5日、連合国軍最高司令官総司令部美術関係当局者は、文部省の集計データを基に、戦災で被害を受けた重要美術品、国宝の割合は1%、国宝、重要建造物の割合は12%にすぎないと発表している。

## 世界

### 第一次世界大戦
- ロンドン空襲
- ルシタニア号事件

### 大戦間期
- ゲルニカ爆撃
- 重慶爆撃

### 第二次世界大戦
- 空襲
  - ドレスデン爆撃
- 市街戦など
  - スターリングラード攻防戦
  - レニングラード包囲戦
  - ベルリン市街戦

## 文献情報
- 戦後処理の残された課題 ― 日本と欧米における一般市民の戦争被害の補償 ―  - 宍戸伴久、国会図書館レファレンス2008.12